# Trastornos de inmunodeficiencia
Cuando el sistema pierde su sentido de lo propio y empieza a atacar células exclusivas del huésped, el resultado es autoinmunidad. Cuando el sistema falla al no proteger al huésped contra agentes que causan enfermedad, el resultado es inmunodeficiencia. La inmunodeficiencia es originada por un defecto genético hereditario o vinculado con el desarrollo del sistema inmunitario se llama una inmunodeficiencia primaria. En una enfermedad de este tipo, el defecto está presente en el momento del nacimiento, aunque puede no manifestarse sino hasta etapas más avanzadas de la vida. Estas enfermedades pueden originarse por defectos en casi cualquier gen involucrado en el desarrollo de la inmunidad o la función de la misma, innata o adaptativa, humoral o mediada por células, más genes previamente no asociados con inmunidad. La inmunodeficiencia secundaria, también conocida como inmunodeficiencia adquirida, es la pérdida de la función inmunitaria que se produce por la exposición a un agente externo, a menudo una infección. Si bien muchos factores externos pueden afectar la función inmunitaria, con mucho a la inmunodeficiencia secundaria, la mejor conocida es el síndrome de inmunodeficiencia adquirida SIDA, que se produce por infección del virus de la inmunodeficiencia humana HIV.

## Inmunodeficiencia primaria

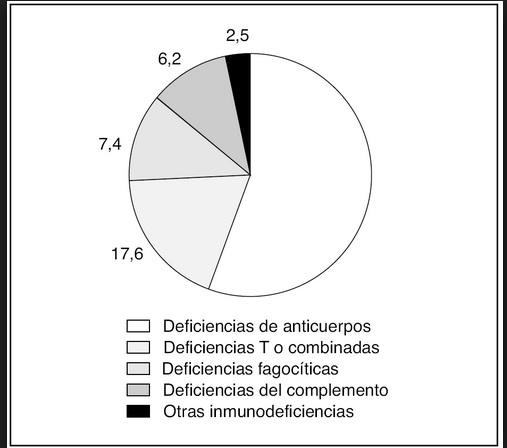
La inmunodeficiencia primaria puede comprender sea procesos innatos o la respuesta inmunitaria adaptativa

Hasta la fecha, se han identificado más de 150 tipos de inmunodeficiencia primaria o hereditaria. En teoría cualquier componente importante por la función inmunitaria que tenga defectos puede llevar a alguna forma de inmunodeficiencia. En conjunto los trastornos de inmunodeficiencia primaria han ayudado a los inmunólogos a apreciar la importancia de eventos celulares o proteínas específicas que se requieren para la función apropiada del sistema inmunitario. Casi todos estos trastornos son monogénicos o causados por defectos en un solo gen, y son en extremo raros. La gravedad de las enfermedades de inmunodeficiencia primaria varía desde leve hasta casi mortal. Pueden clasificarse a grandes rasgos como las que afectan la inmunidad innata o respuestas adaptativas, y a menudo se agrupan por los componentes específicos del sistema inmunitario más afectados.

## Inmunodeficiencia secundaria
Hay inmunodeficiencias primarias hereditarias pero también hay inmunodeficiencias adquiridas (secundarias). Si bien el SIDA originado por una infección del VIH es la más conocida de éstas, existen otros factores como la farmacoterapia, enfermedad metabólica o malnutrición. El grado depende de su presión inmunitaria y factores de susceptibilidad del huésped inherentes, pero puede variar desde síntomas clínicos nulos hasta colapso casi completo del sistema inmunitario. La inmunodeficiencia secundaria que se ha reconocido durante cierto tiempo pero que tiene una causa desconocida es la hipogammaglobulinemia adquirida. Otra forma de inmunodeficiencia secundaria, la inmunodeficiencia inducida por agente, se reduce por exposición a cualquiera de varios agentes ambientales que inducen un estado inmunosuprimido.

## Las inmunodeficiencias combinadas alteran la inmunidad adaptativa
Entre las formas más graves de inmunodeficiencia hereditaria figura un grupo de trastornos denominados inmunodeficiencias combinadas (CID): enfermedades originadas por falta de células T o por alteración importante de la función de las mismas, combinada con algo de alteración de las respuestas de anticuerpos. Los defectos dentro del compartimento de células T por lo general también afectan el sistema humoral, porque las células T típicamente se requieren para activación completa de células B, producción de anticuerpos y cambio de isótopo.

## Inmunodeficiencia combinada (SCID)
Las formas más extremas de (CID) constituyen una familia de trastornos llamados inmunodeficiencia combinada grave, los cuales se derivan de defectos genéticos que llevan a una falta virtual o absoluta de células T funcionales en la periferia. Como regla general, estos defectos se dirigen a pasos que ocurren en etapas tempranas del desarrollo de células T, o que afectan las células madre que alimentan la línea linfoide. Las cuatro categorías generales de eventos que se ha encontrado que dan lugar a SCID son:
1. Señalización de citocina defectuosa en precursores de células T, causada por mutaciones en ciertas citocinas, receptores de citocina,o moléculas reguladoras que controlan su expresión.
2. Muerte prematura de la línea linfoide debido a acumulación de metabolitos tóxicos, causada por defectos en las vías del metabolismo de purina.
3. Reordenamiento V(D)J defectuoso en linfocitos en desarrollo, causado por mutaciones en los genes que codifican para RAG1 yRAG2, u otras proteínas involucradas en el proceso de reordenamiento.
4. Alteraciones en la señalización de pre-TCR o de TCR durante el desarrollo, causadas por mutaciones en tirosina cinasas, moléculas adaptadoras, mensajeros torrente abajo, o factores de transcripción involucrados en la emisión de señales de TCR.

Dependiendo del efecto genético subyacente, un individuo con SCID puede tener una pérdida de sólo células T( T-, B+)o de células tanto T como B. En uno u otro caso las inmunidades tanto celular como humoral están gravemente deprimidas o faltan.

## Deficiencia de adhesión de leucocitos
Las moléculas de superficie celular que pertenecen a la familia de proteínas de la integrina funcionan como moléculas de adhesión y se requieren para facilitar la integración celular . Tres de ellas LFA-1, Mac-1 y gp 150/95, tienen una cadena beta común y están presentes de manera variable sobre distintas células monocíticas; CD11a también es expresada sobre células B. Una inmunodeficiencia relacionada con la disfunción de las moléculas de adhesión depende de un defecto localizado a la cadena beta común, y afecta la expresión de las tres moléculas que usan esta cadena. Este efecto, llamado deficiencia de adhesión de leucocitos (LAD), causa susceptibilidad a infección por bacterias tanto grampositivas como gramnegativas, así como por diversos hongos.

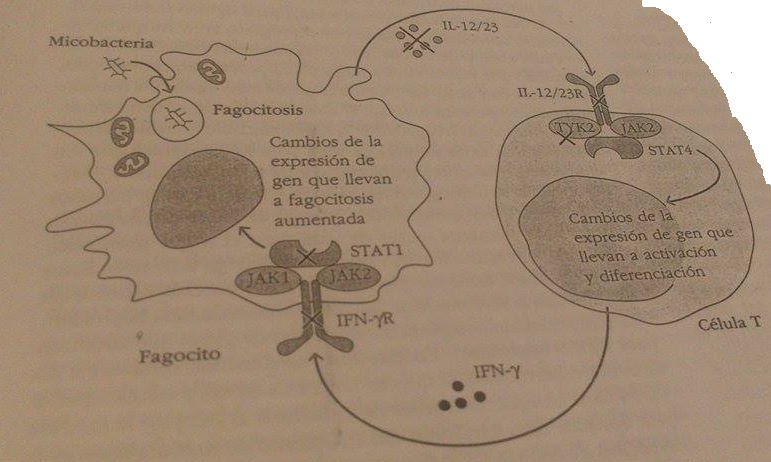
Muchas inmunodeficiencias primarias asociadas con susceptibilidad aumentada a infección por micobacterias se vinculan con defectos en la vía IFN- gama, o la vía de señalización de IL-12/23, estas vías tienen particular importancia en la eliminación de infecciones intravasculares.

## Susceptibilidad mendeliana a enfermedades por micobacterias
Un grupo de trastornos de inmunodeficiencia se ha agrupado hacia una categoría de células mixtas basada en la característica compartida de herencia de gen único de susceptibilidad a enfermedades por micobacterias (MSMD). El descubrimiento de los defectos subyacentes en la MSMD pone de relieve las conexiones entre las inmunidades innata y adaptativa, así como el papel clave desempeñado por el IFN- Gama.